# Isarachnanthus
Genre
Isarachnanthus est un genre de cnidaires anthozoaires de la famille des Arachnactidae.

## Liste des espèces
Selon World Register of Marine Species (9 janvier 2023) :
- Isarachnanthus bandanensis Carlgren, 1924
- Isarachnanthus maderensis (Johnson, 1861)
- Isarachnanthus nocturnus (Hartog, 1977)
- Isarachnanthus panamensis Carlgren, 1924

## Systématique
Le nom valide complet (avec auteur) de ce taxon est Isarachnanthus Carlgren, 1924.